# トレヴァー・ブラウン
トレヴァー・ブラウン（Trevor Brown、1959年 - ）は、イギリスのグラフィックアーティスト。

## 概要
ロンドン郊外に生まれ、美術学校で学んだ後広告代理店で働いていた。1985年からグラフィックアーティストとして活動を開始。現在は主に日本を仕事の拠点としており、アメリカやヨーロッパでも多くのファンを得ている。2009年と2013年に個展を開催した。2009年よりアーバンギャルドのCDジャケットを手掛ける。

## 作品
- 『トレヴァー・ブラウン』（1997年）
- 『フォービドゥン・フルーツ トレヴァー・ブラウン画集』（2001年）
- 『リトル・ミス・スティッキー・キッス トレヴァー・ブラウン画集』（2004年）
- 『マイ・アルファベット・プラス』（2006年）
- 『Rubber Doll』（2007年）
- 『Trevor Brown's Alice/トレヴァー・ブラウンのアリス』（2012年）
- 『メディカル・ファン』（2012年）
- 『Trevor Brown GIRLS WAR/女の子戦争 トレヴァー・ブラウン画集』（2013年）
- 『トレヴァー・ブラウン ドローイング・ブック』（2013年）
- 『TREVOR BROWN PANDORA』（2015年）

### 参加作品
- 『自撮者たち 松永天馬作品集』（2015年）